# Najadaceae
Najadaceae é uma família de plantas monocotiledóneas. Na classificação de Cronquist (1981) ela compreende 50 espécies pertencentes ao género Najas.
São plantas herbáceas aquáticas, submersas, das regiões frias a tropicais.
No sistema APG II (2003) esta família não existe: as plantas em causa são colocadas na família Hydrocharitaceae.